# Virtual Villagers
Virtual Villagers è una serie di giochi di simulazione creato e sviluppato da Last Day of Work, uno sviluppatore di videogiochi. È stato pubblicato come shareware per Windows, macOS e per convergenti per la tecnologia di telefonia mobile.

## Modalità di gioco
Per finire il gioco e far vivere in ottime condizioni la propria tribù, bisogna risolvere alcuni puzzle grazie anche ai punti tech che si possono ottenere facendo studiare e facendo fare ricerche agli abitanti del villaggio. Tutti i giochi della serie sono molto simili, ma hanno comunque qualcosa che li differenzia.
In ogni gioco bisogna procurare cibo agli abitanti, necessario per la loro sopravvivenza. In ogni capitolo vi sarà un modo differente per ricavare provviste. Essenziale è anche la costruzione di case/capanne che permetteranno ai villagers di vivere al meglio, ed anche la riproduzione fra gli abitanti che permetterà di aumentare la popolazione ed avere quindi nuove persone che potranno lavorare dal momento che raggiunta una certa età alcuni villagers, ormai troppo anziani, non potranno lavorare velocemente e saranno costretti a morire.

## Virtual Villagers: A New Home
Virtual Villagers: A New Home (Una nuova casa) è il primo gioco della serie. Gli abitanti del villaggio hanno vissuto per molti anni pacificamente nella loro isola, fin quando non eruttò un vulcano distruggendo il loro villaggio. Gli isolani così, cercarono un nuovo luogo dove stare, e lo trovarono quando arrivarono in un'isola chiamata appunto Isola. Il compito del giocatore è quello di aiutare gli abitanti a costruire la loro nuova casa.

## Virtual Villagers 2: The Lost Children
Virtual Villagers: The Lost Children (I bambini perduti) è il secondo gioco della serie. Un gruppo di abitanti del villaggio stava costruendo un nuovo insediamento sul versante occidentale dell'Isola. Il lato oscuro di quest'isola venne scoperto quando due curiosi abitanti entrarono in una caverna buia che li ha sempre attirati, fin quando, oltrepassandola, caddero in una cascata trovandosi sull'altra sponda dell'isola, con nuovi misteri da risolvere. Scoprirono anche un gruppo di bambini abbandonati e, come negli altri giochi della serie, tentano di ricostruire una nuova società. In questo capitolo gli abitanti potranno:
- Preparare stufati: essi possono servire per completare i puzzle oppure potranno modificare lo stato dei vostri abitanti rendendoli per esempio malati, oppure felici.
- Collezionare: i bambini possono raccogliere oggetti per poterli collezionare

## Virtual Villagers 3: The Secret City
Virtual Villagers: The Secret City (La città segreta) è il terzo gioco della serie. Un gruppo di abitanti si avventurarono verso le rive settentrionali dell'Isola, dove trovarono una città abbandonata che devono ricostruire con la costruzione di laboratori di alchimia, la riparazione di capanne, antiche strutture e vari strumenti. Spetta così a loro sapere chi ha vissuto lì prima, dove sono andati i vecchi abitanti e qual è il segreto di quest'isola misteriosa.
- È il primo gioco della serie dove vi è un capo tribù.
- È il primo gioco di Virtual Villages dove è necessario risolvere un puzzle per ottenere la prima fonte di cibo.
- Possibilità di creare pozioni con nuove combinazioni da provare.

## Virtual Villagers 4: The Tree of Life
Virtual Villagers 4: The Tree of Life (L'albero della vita) è il quarto gioco della serie. Questo gioco continua la storia dell'isola chiamata Isola, dove diverse generazioni hanno coesistito nella felicità e nella pace. In un colpo di scena, la fauna dell'isola ha cominciato a diminuire e così il capo villaggio ha inviato una spedizione per risolvere tale problema. Durante i diversi viaggi, hanno notato un enorme albero di banane morire, chiamato L'albero della vita. Per far sì che la fauna dell'isola ritorni come prima, gli abitanti dovranno far tornare in vita il misterioso albero.
- In questo capitolo vi è la possibilità di scegliere 5 abitanti iniziali con le abilità che preferite (a differenza degli altri capitoli dove gli abitanti erano scelti a caso).

## Virtual Villagers 5: New Believers
Virtual Villagers 5: New Believers (Nuovi credenti) è il quinto gioco della serie. Uscito il 30 dicembre 2010, il gioco è ambientato sempre nell'isola di Isola ma in un villaggio di pagani mascherati, nativi dell'isola. Gli esploratori del villaggio del gioco precedente, L'albero della vita, sono stati catturati dai pagani e dovranno affrontare la vita con numerose ostilità come ad esempio la gente superstiziosa. Facendo dei lavori utili, come ad esempio curare degli abitanti, i pagani mano a mano verranno convinti ad entrare nella vostra tribù facendo così in modo di creare un unico villaggio senza ostilità.
- Possibilità di usare poteri divini (scatenare una tempesta, evocare api e farfalle, cambiare il tempo ecc.)

## Virtual Villagers: Le origini
Il 10 aprile 2012 la Last Day of Work ha distribuito una nuova versione di Virtual Villagers: A New Home per i dispositivi Apple portatili. Il gioco è chiamato Le origini, vi sono state aggiunte una serie di nuove opzioni.

## Accoglienza
Virtual villagers: A New Home ha ricevuto una serie di premi, tra cui un premio per il miglior gioco di simulazione del 2006 e il migliore gioco di Sim del 2006 dal sito Game Tunnel.